# Брадавичеста мекочерупчеста костенурка
Брадавичестата мекочерупчеста костенурка (Palea steindachneri) е вид влечуго от семейство Мекочерупчести костенурки (Trionychidae), единствен представител на род Palea. Видът е застрашен от изчезване.

## Разпространение
Разпространен е във Виетнам и Китай. Внесен е в Мавриций и САЩ (Хавайски острови).